# BR-464
De BR-464 is een federale weg in de deelstaat Minas Gerais in het zuiden van Brazilië. De weg is een verbindingsweg tussen Uberaba en São João Batista do Glória.
De weg bestaat uit twee delen die samen 341,3 lang zijn (88,3 + 253). Ze loopt voor een groot deel langs Nationaal park Serra da Canastra en de rivier Rio Grande.

## Aansluitende wegen
- Geen aansluiting bij Ituiutaba
- BR-497 bij Prata

Onderbroken
- BR-050 en BR-262 bij Uberaba
- BR-050 bij Delta
- MG-190 en MG-428 bij Sacramento
- MG-438
- BR-146 bij São João Batista do Glória

## Plaatsen
Langs de route liggen de volgende plaatsen:
- Ituiutaba
- Prata

Onderbroken
- Uberaba
- Delta
- Conquista (Minas Gerais)
- Sacramento
- São João Batista do Glória